# Herb gminy Grodziczno
Herb gminy Grodziczno – jeden z symboli gminy Grodziczno, ustanowiony 8 lutego 2008.

## Wygląd i symbolika
Herb przedstawia na tarczy w polu zielonym drewnianą złotą budowlę z jedną wieżą. Jest to tzw. herb mówiący, nawiązujący do nazwy gminy.